# La luz de las historias
La Luz de las Historias (título original: Tales by Light) es una serie documental australiana del año 2015 producida por Canon Australia y Untitled Film Works para National Geographic. Dirigida por Abraham Joffe, fue lanzada como miniserie de seis episodios con una duración aproximada de veinte minutos por capítulo. A lo largo de tres temporadas, el documental muestra a reconocidos fotógrafos profesionales viajando a diferentes lugares del planeta y tratando de capturar historias a través de sus lentes.

## Fotógrafos
- Art Wolfe (Temporada 1)
- Peter Eastway (Temporada 1)
- Richard I’Anson (Temporada 1)
- Darren Jew (Temporada 1)
- Krystle Wright (Temporada 1)
- Jonathan Scott (Temporada 2)
- Angela Scott (Temporada 2)
- Eric Cheng (Temporada 2)
- Stephen Dupont (Temporada 2)
- Simon Lister (Temporada 3)
- Shawn Heinrichs (Temporada 3)
- Dylan River (Temporada 3)

## Publicación
En Australia, la primera temporada se estrenó el 24 de mayo de 2015 en National Geographic con un formato de seis episodios de veinte minutos. Poco después renueva por una segunda temporada que se estrena el 25 de octubre de 2016 con tres largos episodios de una hora. La tercera temporada se estrenaría en Network Ten el 26 de agosto de 2018 con el mismo formato que la segunda temporada. La serie documental se estrena internacionalmente el 11 de noviembre de 2016 a través de Netflix y conserva la duración de los episodios de la primera temporada, veinte minutos, separando su segunda temporada en seis episodios. La tercera temporada aún no ha sido publicada en la plataforma.

## Episodios

### Temporada 1 (2015)
| N.º Total | N.º Temporada | Título               | Fecha de publicación original | Sinopsis |
| --------- | ------------- | -------------------- | ----------------------------- | --- |
| 1         | 1             | "Bajo el agua"       | 24 de mayo de 2015            | El fotógrafo marino australiano Darren Jew capta el apareamiento de ballenas jorobadas en Tonga , un biplano hundido hace 70 años y un volcán activo de Nueva Guinea.    |
| 2         | 2             | "El Himalaya"        | 31 de mayo de 2015            | Richard I'Anson documenta un rito con fuego, intenta fotografiar al esquivo leopardo de las nieves del Himalaya y retrata el Festival de Holi con todo su colorido.      |
| 3         | 3             | "Adrenalina"         | 7 de junio de 2015            | La intrépida fotógrafa de deportes de aventura Krystle Wright retrata a buceadores en Vanuatu, a equilibristas de altura en Colorado y a parapentistas en Utah.          |
| 4         | 4             | "Naturaleza Salvaje" | 14 de junio de 2015           | Con los osos pardos de los ríos de Alaska o los gorilas de montaña de las selvas de Uganda, el fotógrafo de la naturaleza Art Wolfe siempre aspira a la imagen perfecta. |
| 5         | 5             | "Panorama"           | 21 de junio de 2015           | Tras los pasos del explorador Ernest Shackleton, el fotógrafo paisajista Peter Eastway viaja a la Antártida para captar el maravilloso entorno polar.                    |
| 6         | 6             | "Tribus"             | 28 de junio de 2015           | Art Wolfe documenta las culturas del mundo: desde los surma de Etiopía hasta los hombres de máscaras de barro y los clanes huli de Papúa Nueva Guinea.                   |

### Temporada 2 (2016)
| N.º Total | N.º Temporada | Título                                 | Fecha de publicación original | Sinopsis |
| --------- | ------------- | -------------------------------------- | ----------------------------- | --- |
| 7         | 1             | Naturaleza Sagrada: 1.ª parte          | 25 de octubre de 2016         | Los fotógrafos de la naturaleza, Jonathan y Angela Scott, documentan la vida de los animales de la reserva Masái Mara en Kenia con la esperanza de salvar este parque.     |
| 8         | 2             | Naturaleza Sagrada: 2.ª parte          | 25 de octubre de 2016         | Los Scott captan el rico ecosistema de la reserva Masái Mara. Sus fotografías muestran un guepardo, un ritual masái y una escurridiza mamá leopardo con sus cachorritos.   |
| 9         | 3             | Depredadores mal entendidos: 1.ª parte | 1 de noviembre de 2016        | El fotógrafo submarino Eric Cheng desmonta las falsas creencias sobre criaturas demonizadas y mitificadas. La primera protagonista: La anaconda verde de Brasil.           |
| 10        | 4             | Depredadores mal entendidos: 2.ª parte | 1 de noviembre de 2016        | Para defender a una de las especies marinas más temidas del mundo, Eric Cheng y el submarinista Jim Abernethy, fotografían a los amistosos tiburones tigre de las Bahamas. |
| 11        | 5             | Vida + Muerte: 1.ª parte               | 8 de noviembre de 2016        | El fotógrafo Stephen Dupont, tras documentar los horrores de la guerra durante años, viaja a la india para captar una visión más poética y digna de la muerte.             |
| 12        | 6             | Vida + Muerte: 2.ª parte               | 8 de noviembre de 2016        | Stephen Dupont busca imágenes que reflejen la vida y la muerte en los desiertos de Namibia y en el Kalahari, hogar de los bosquimanos.                                     |

### Temporada 3 (2018)
| N.º Total | N.º Temporada | Título                                        | Fecha de publicación original | Sinopsis |
| --------- | ------------- | --------------------------------------------- | ----------------------------- | --- |
| 13        | 1             | "Niños necesitados: Simon Lister"             | 26 de agosto de 2018          | Sigue al fotógrafo Simon Lister y al Embajador de UNICEF Orlando Bloom en su viaje por Daca, Bangladés. Los niños no tienen que trabajar como lo hacen en el capítulo, tampoco se tienen que reproducir sabiendo que no son aseados en ese país o en esa parte .El episodio explora los entornos peligrosos en los que trabajan los niños de todo el mundo y el trabajo de UNICEF para protegerlos de estos peligros. |
| 14        | 2             | "Paraiso en Peril: Shawn Heinrichs"           | 2 de septiembre de 2018       | El fotógrafo subacuático y cineasta Shawn Heinrichs deja de documentar las atrocidades de la vida silvestre en una nueva misión para proteger y compartir el epicentro de la biodiversidad marina de Raja Ampat. |
| 15        | 3             | "Preservando Culturas Indigenas: Dylar River" | 9 de septiembre de 2018       | Dylan River es un galardonado cineasta y fotógrafo aborigen de Alice Springs. Proviene de una familia de aclamados narradores y cineastas. La misión de Dylan es buscar ejemplos desconocidos pero aún vivos de la cultura aborigen australiana para documentarlos y preservarlos. |